# 안전 면도기

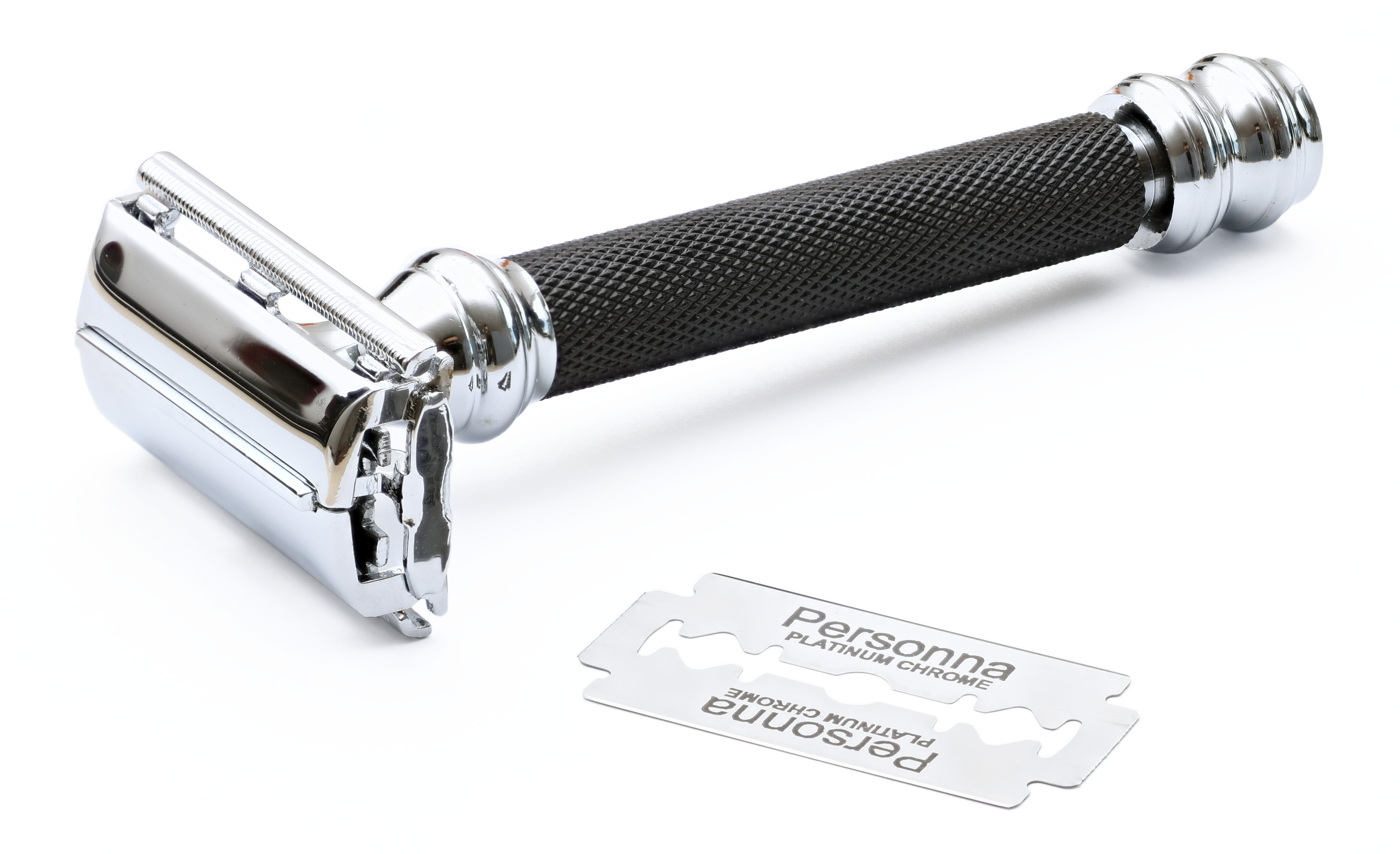

안전 면도기(Safety razor)는 면도날 가장자리와 피부 사이에 보호 장치가 있는 면도기이다. 이러한 보호 장치의 초기 목적은 부상 없는 면도에 필요한 기술 수준을 줄여 전문 이발사에 대한 의존도를 줄이는 것이었다.
면도기용 보호 장치는 적어도 1700년대부터 존재해 왔다. 1762년경 프랑스 요리사 장 자크 페레(Jean-Jacques Perret)가 발명하여 일반 면도기에 보호 가드를 추가했다. "안전 면도기"라는 용어가 처음으로 알려진 것은 탈부착 가능한 칼날이 배치된 손잡이가 있는 기본적이고 현대적인 구성의 면도기에 대한 1880년 특허에서 발견되었다(이 형식은 특허보다 먼저 발생했지만).
안전 면도기는 1900년대 킹 C. 질레트의 발명품인 양날 안전 면도기로 대중화되었다. 당시의 다른 안전 면도기는 사용하기 전에 스트로핑이 필요하고 시간이 지나면 커틀러로 연마해야 하는 칼날을 사용했지만 질레트의 면도기는 두 개의 날카로운 모서리가 있는 일회용 칼날을 사용했다. 질레트의 발명품은 미국 육군이 군인들에게 질레트 면도 키트를 지급하기 시작한 제1차 세계 대전 중과 그 이후에 면도기의 지배적인 스타일이 되었다.
1970년대 도입된 이후 카트리지 면도기와 날이 플라스틱에 내장된 일회용 면도기가 주요 안전 면도기 유형이 되었다.